# Giordano De Plano
Giordano De Plano (* 31. března 1973, Řím) je italský herec.

## Život
Divadelní a filmový herec se podílel na mnoha televizních dramatech, zejména v letech 2010-2015 byl jedním z hlavních představitelů role policisty Sandra Pietrangeliho v šesti sériích televizního seriálu Squadra antimafia (Kanál 5). Velmi aktivní je také ve filmu, z filmů, v nichž hrál, jmenujme například Gente di Roma (2003) režiséra Ettoreho Scoly, I demoni di San Pietroburgo (2008) režiséra Giuliana Montalda nebo Good Morning Aman (2009) režiséra Claudia Noceho.